# Gabriella Rossi (partigiana)
Gabriella Rossi (Modena, 27 febbraio 1921 – Modena, 18 agosto 1992) è stata un'operaia e politica italiana; per la sua attività partigiana le fu assegnata la croce al merito di guerra.

## Biografia
Nata a Baggiovara di Modena da Francesco, lavorante a cottimo per una ditta casearia e da Caterina Prampolini.Cresce in un ambiente antifascista sin dall’adolescenza e intrattiene rapporti con oppositori del regime quali Abelardo del Monte, Ercole Campana, Elio Carrarini. Durante la guerra lavora dapprima come apprendista sarta ma, ammalatosi il padre, gli subentra col fratello piccolo nel lavoro caseario.
Dopo l’8 settembre 1943 decide di impegnarsi personalmente nella lotta di liberazione e, cosciente di esporsi a grave pericolo, presta soccorso con vestiario e cibo ai soldati in fuga dalla caserma Cialdini, detta la cittadella, di Modena nella quale erano stati ammassati in gran numero in attesa di essere trasferiti in Germania. In seguito collabora attivamente come staffetta partigiana alla distribuzione di generi alimentari e materiale di propaganda antifascista.
Sin dai primi mesi del 1944 partecipa, all'interno delle Squadre di azione patriottica, SAP, alla guerra di liberazione nella brigata "Mario" e offre la propria casa come recapito dell'organizzazione. Nello stesso anno comincia la sua attività politica nella Federazione dei Gruppi di difesa della donna della quale diviene responsabile per il settore nord di Modena.Si avvicina al Fronte della Gioventù provinciale ed a uno dei suoi fondatori, Sandro Cabassi, che la nomina sua segretaria.
Nel dopoguerra, in occasione delle consultazioni per la costituente del 1946 il partito comunista la indica come unica modenese da votare nella lista capeggiata da Teresa Noce; non viene eletta ma, successivamente, ricopre incarichi come dirigente femminile della federazione modenese del P.C.I., dell'Unione donne italiane e del comitato di Solidarietà democratica.
Nel febbraio del 1950 viene nominata responsabile dell'U.D.I. provinciale e nel luglio dello stesso anno entra a far parte del Comitato federale del P.C.I. Nel 1951 è eletta nel consiglio comunale modenese nelle liste del P.CI.; le viene assegnato l'assessorato alla assistenza, carica che le consente di dedicarsi ai problemi concreti delle categorie più disagiate.
Successivamente, negli anni '60, ricopre questa carica una seconda volta ma poi la giunta si dimette e Gabriella Rossi deve abbandonare il suo assessorato. Successivamente lavora per tre anni come commessa in un magazzino tessile e dal 1967 al 1990 svolge attività presso l'Associazione Nazionale Partigiani d'Italia di Modena.Frattanto, il 18 luglio 1972, le era stata conferita la Croce al merito di guerra da parte del Distretto militare di Modena.

Muore a Modena il 18 agosto 1992.